# Макс Ейткън
Уилям Максуел (Макс) Ейткън, 1-ви барон Бийвърбрук (на английски: William Maxwell "Max" Aitken, 1st Baron Beaverbrook); 25 май 1879 г., с. Мейпъл, провинция Онтарио, Канада — 9 юни 1964 г., Cherkley Court, графство Съри, Обединено кралство) е канадски бизнесмен от шотландски произход, известен като британски вестникарски магнат, политик (министър, член на Тайния съвет) и меценат, автор на исторически трудове.
През 1890 г., когато Уилям е 11-годишен, семейството му се премества в Ню Брънзуик и Ейткън го счита за родно място. Като млад е успешен бизнесмен в родината си – директор (в инвестиционна компания) и предприемач (инвеститор в индустрията, издател на вестници и списаниe), става милионер на 30-годишна възраст.
През 1910 г. се премества да живее в Англия и още същата година става член на Камарата на общините от Консервативната партия. Купува акции от „Ролс ройс“ и някои влиятелни ежедневници като Evening Standard и Daily Express. Така непосредствено преди Първата световна война изгражда вестникарска империя. В годините на войната отразява в изданията си приноса на Канада във войната, пише и няколко книги по военно-политическа история. През 1911 г. Ейткън получава рицарско звание, през 1916 г. става баронет, а през 1917 г. получава титлата барон Бийвърбрук (по името на селце в провинция Ню Брънзуик, Канада). Следващата година Бийвърбрук е назначен за министър на информацията в правителството на Дейвид Лойд Джордж, но скоро подава оставка.
С времето вестниците му променят облика си и стават интересни и остроумни, пълни с драматични снимки. През 1918 г. основава неделния вестник Sunday Express. Към 1934 г. общият ежедневен тираж на неговите издания достига 1 708 000 бр. и богатството му нараства дотолкова, че той вече не се нуждае от заплата. След Втората световна война Daily Express става най-продаваният вестник в света с тираж от 3 706 000 броя.
В периода между световните войни лорд Бийвърбрук достига голямо влияние в британската политика благодарение на вестникарската си империя. На него принадлежи основната роля за осветяването на скандала за намерението на крал Едуард VIII да се ожени за двукратно разведената американка Уолис Симпсън, а също така и за симпатиите на краля към Нацистка Германия.
По време на Втората световна война лорд Бийвърбрук отначало е министър на авиационната промишленост, а след това – министър на снабдяването. Съумява да постигне рязко увеличение на производството на бойни самолети. Министър-председателят Уинстън Чърчил цени много неговата работа и двамата са приятели. Ейткън неколкократно придружава Чърчил на срещите му с Рузвелт, а през 1941 г. е начело на делегация в Москва, като по този начин става първият високопоставен британски политик, който се среща със Сталин след нападението на Германия над Съветския съюз. При завръщането си пледира за отваряне на втори фронт в помощ на руснаците, но Чърчил е против и Ейткън подава оставка от министерския пост през 1942 г. Въпреки това остават приятели с Чърчил и често се срещат.
След войната живее в имението си в Съри. Известен е като меценат. Написал е няколко книги. Състоянието си завещава на фондация „Бийвърбрук“, която днес се оглавява от неговия внук.